# Airbnb
Airbnb («Эйрбиэнби») — онлайн-площадка для размещения и поиска краткосрочной аренды частного жилья по всему миру.

## Концепция
Пользователи Airbnb имеют возможность сдавать путешественникам в аренду своё жильё целиком или частично. Сайт предоставляет платформу для установления контакта между хозяином и гостем, а также отвечает за обработку транзакций. Airbnb предлагает жильё в 65 000 городов 191 страны мира. С момента основания в августе 2008 года и до апреля 2017 года через сайт Airbnb нашли жильё более 150 млн человек. За свою деятельность Airbnb взимает определённый процент — с хозяев апартаментов 3 % от суммы бронирования, с арендатора — от 6 % до 12 % (по данным на апрель 2017 года).

## История

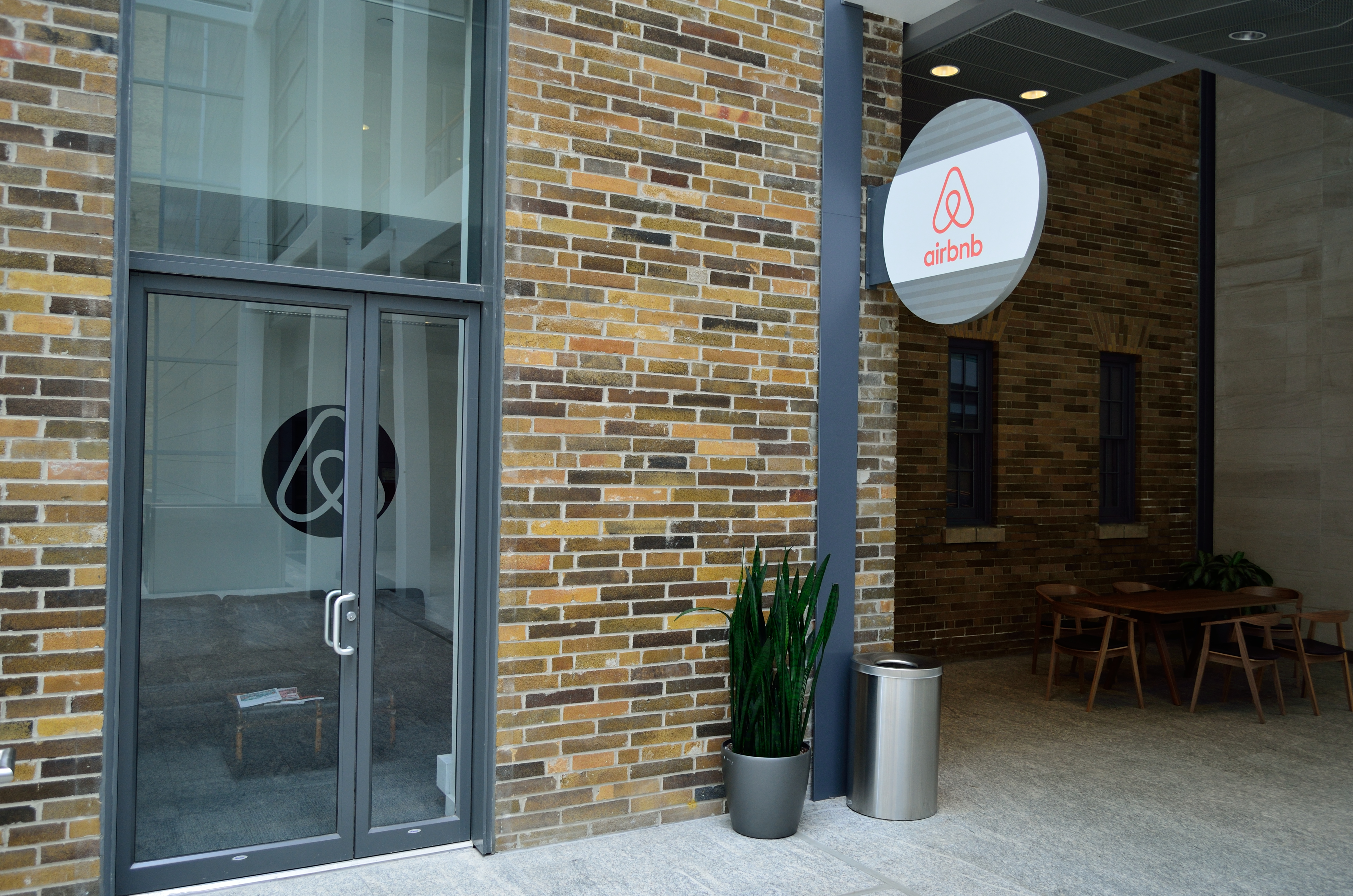
Офис Airbnb в Торонто

Airbnb (изначально AirBed&Breakfast — «надувной матрас и завтрак») был основан в августе 2008 года в Сан-Франциско. Его основателями являются Брайан Чески, Джо Геббиа и Нейтан Блечарзик. Первоначальное финансирование было получено от бизнес-инкубатора Y Combinator. Позднее Greylock Partners, Sequoia Capital и Эштон Кутчер также инвестировали в компанию.
Всего с момента основания компании и до апреля 2017 года в проект было инвестировано около $3,4 млрд. Одним из инвесторов стал фонд DST Global российского предпринимателя Юрия Мильнера.
Кроме штаб-квартиры в Сан-Франциско, компания имеет 10 региональных офисов: в Барселоне, Берлине, Гамбурге, Копенгагене, Лондоне, Милане, Париже, Сан-Паулу, Сингапуре и Сиднее.
В декабре 2020 года Airbnb провела IPO на американской фондовой бирже NASDAQ, по итогам размещения акций компании удалось привлечь $ 3,5 млрд.
Во втором квартале 2021 года выручка Airbnb Inc. составила $1,3 млрд. Чистый убыток Airbnb сократился до $68 млн.
В августе 2024 года акции сервиса упали на 14,7% (данные NASDAQ) на фоне информации о замедлении спроса на бронирование. Событие отмечается как самое большое дневное падение для акций Airbnb за весь период их обращения на бирже.

## Деятельность в России
В феврале 2012 года в России было зарегистрировано ООО «Эйрбиэнби Раша» с офисом в Москве.
Управляющим директором Airbnb в России являлся Михаил Коноплев.
По данным аналитической компании SimilarWeb, посещаемость сайта Airbnb в доменной зоне «ru» в марте 2017 года составила 3,85 млн пользователей.
В марте 2017 года Airbnb ликвидировала свою российскую дочернюю компанию. В компании утверждают, что при этом не сокращали сотрудников и лишь упростили операционную структуру, переведя все операции в Берлин, Дублин и Лондон.
В марте 2022 года Airbnb временно прекратил работу с российскими пользователями из-за вторжения России на Украину.